# Maria Shkanova
 Maria Igorjevna Shkanova (Wit-Russisch: Марыя Ігараўна Шканава, Russisch: Мария Игоревна Шканова) (Leningrad, 18 oktober 1989) is een Wit-Russische alpineskiester. Ze nam driemaal deel aan de Olympische Winterspelen, maar behaalde geen medaille.

## Carrière
In 2010 nam Shkanova een eerste maal deel aan de Olympische Winterspelen 2010. Ze eindigde op een 33e plaats op de super G, een 38e plaats op de slalom en 40e op de reuzenslalom. Op 3 januari 2012 maakte Shkanova haar debuut in de wereldbeker tijdens de slalom in Zagreb.

## Resultaten

### Olympische Spelen
| Jaar | Plaats      | Resultaten                               |
| ---- | ----------- | ---------------------------------------- |
| 2010 | Vancouver   | 33e Super G 38e Slalom 40e Reuzenslalom  |
| 2014 | Sotsji      | 29e Slalom 44e Reuzenslalom DNF1 Super G |
| 2018 | Pyeongchang | 28e Slalom 38e Reuzenslalom DNS Super G  |

### Wereldkampioenschappen
| Jaar | Plaats                 | Resultaten                                                     |
| ---- | ---------------------- | -------------------------------------------------------------- |
| 2009 | Val d'Isère            | 31e Super G DNF1 Slalom DNF1 Reuzenslalom                      |
| 2011 | Garmisch-Partenkirchen | 47e Reuzenslalom DNF1 Slalom                                   |
| 2013 | Schladming             | 30e Supercombinatie DNF1 Reuzenslalom DNF2 Slalom DNS1 Super G |
| 2017 | Sankt Moritz           | 31e Slalom DNF2 Reuzenslalom                                   |
| 2019 | Åre                    | 25e Slalom 48e Reuzenslalom                                    |

### Wereldbeker

#### Eindklasseringen
| Seizoen   | Algm | SL  |
| --------- | ---- | --- |
| 2016/2017 | 113e | 51e |